# Bianzone
Bianzone (Bianzùn in dialetto valtellinese) è un comune italiano di 1 254 abitanti della provincia di Sondrio in Lombardia.
È costituito dal nucleo abitato principale di fondovalle a quota 444 m s.l.m. e da due piccole frazioni alte: Piazzeda e La Bratta, poste oltre gli 800 m sui prati del M. Nemina.

## Geografia fisica
Sul versante retico, dominato dal monte Nemina, l'abitato di Bianzone è situato sulla conoide del torrente Valle di Bianzone. Il centro storico è collocato sul versante Sud-Ovest della conoide stessa ed è dominato dalla chiesa parrocchiale di San Siro. La modesta espansione urbana, negli ultimi 20 anni, ha interessato la parte bassa del versante occidentale della conoide e il fondovalle, con un'edilizia rada e incoerente, avvicinandosi peraltro alla SS38 "del passo dello Stelvio" che percorre tutta la Valtellina. Il versante Nord-orientale, per l'esposizione assai meno favorevole, è povero di case e coperto di meleti.

## Storia
Per molti secoli, in passato, Bianzone fu considerata come centro di villeggiatura e i rapporti con il Contado di Bormio furono intensi, poiché signori bormiesi venivano a svernare in quel di Bianzone.
Ma, come per molti altri comuni valtellinesi, la storia di Bianzone attraverso i secoli è storia di povertà. Non si registrano avvenimenti di grande rilievo, se non quelli legati alla storia locale. Fece notizia sul finire della seconda guerra mondiale il mitragliamento al treno Sondrio-Tirano, proprio alla stazione di Bianzone. Morirono cinque passeggeri, tra i quali una donna di Bianzone: Zemira Gosatti. Nell'ambito valtellinese fu una delle azioni di guerra più sanguinose.
Anche a Bianzone, come negli altri paesi del Tiranese, la pratica del contrabbando ebbe grande rilievo e coinvolse per più di un secolo gran parte dei giovani del paese. Un certo numero di episodi relativi a questa attività illegale sono narrati nel libro di Diego Zoia, "La Carga", pubblicato di recente.

### Simboli
Lo stemma e il gonfalone sono stati concessi con decreto del presidente della Repubblica del 2008.
Il gonfalone è un drappo partito di azzurro e di rosso.

## Monumenti e luoghi d'interesse

### Architetture religiose

#### Chiesa di San Siro
Parrocchiale di San Siro con affreschi di Cipriano Valorsa (detto il Raffaello della Valtellina) datati 1548 e costituenti il Ciclo pittorico della Vita della Vergine, di notevolissimo interesse, che sono stati riscoperti e restaurati di recente assieme all'intero corpo architettonico ecclesiale, al vasto sagrato con panorama sulla valle, nonché all'edificio antistante, destinato ad accogliere un museo. La parrocchiale è ben illuminata di notte per tutto l'anno e spicca presso il vertice della conoide.

#### Altre chiese
- Chiesa della Madonna del Piano (restauro non completato) e, in generale, tutto il tessuto edilizio storico.
- Chiesa (oratorio) di San Pietro
- Chiesa di San Martino
- Chiesa di Sant'Anna (frazione Piazzeda)
- Chiesa di Sant'Antonio (frazione Bratta)

### Architetture civili
- La villa Besta - Lambertenghi (acquisita dal Comune ma non ancora restaurata).

## Società

### Evoluzione demografica
Abitanti censiti

## Economia
L'economia di Bianzone è unicamente agricola e, sino agli anni sessanta, di duplice origine: la viticoltura, sugli splendidi terrazzamenti e sui declivi a fianco del paese, e un'economia povera che sopravvive nelle frazioni montane (La Bratta e Piazzeda) con una produzione appena sufficiente a soddisfare i bisogni della popolazione: coltura del grano saraceno, della segale, delle patate e del castagno.
Oggi l'agricoltura del paese vede in primo piano la coltivazione delle mele, non particolarmente specializzata ma fiorente, e quella dell'uva da vino, assai più ricca, sebbene gran parte dei terrazzamenti viticoli, a cominciare da quelli più alti, sia stata abbandonata e quindi invasa da colonie di Robinie.
L'inaugurazione della ferrovia nel 1902, fu in parte una delusione per i bianzonaschi: ci si aspettava l'apertura di un vero e proprio scalo ferroviario, tale da dare un impulso alle attività commerciali, ma Bianzone fu considerata una semplice "fermata" e si favorì invece il "poco amato" comune limitrofo: Villa di Tirano.
Una valvola di sfogo per tale situazione economica difficile fu - sul finire dell'Ottocento e fino agli anni '50 del secolo scorso - l'emigrazione verso la Svizzera e, soprattutto, l'Australia occidentale (Perth). A partire dagli anni '20 vi fu anche uno spostamento di bianzonaschi verso Milano, il Varesotto ed il Comasco.

### Produzione vino
Va citata anche l'importante produzione vinicola DOC realizzata in sinergia con il Comune limitrofo di Villa di Tirano che produce anche due varianti uniche del Valtellina Classico. Nel 2014, però, la Cooperativa vinicola Villa di Tirano-Bianzone ha cessato l'attività per ragioni economiche.

## Amministrazione
| Periodo        | Periodo        | Primo cittadino         | Partito                      | Carica  | Note  |
| -------------- | -------------- | ----------------------- | ---------------------------- | ------- | ----- |
| 25 maggio 2014 | 26 maggio 2019 | Alan Delle Coste        | Lista civica                 | Sindaco | [ 7 ] |
| 26 maggio 2019 | 9 giugno 2024  | Alan Delle Coste        | Lista civica Vivere Bianzone | Sindaco | [ 7 ] |
| 9 giugno 2024  | in carica      | Christian Lino Sertorio | Lista civica Siamo Bianzone  | Sindaco | [ 7 ] |